# Valko van Wyk
Valko van Wyk (Sudáfrica, 26 de julio de 2000) es un atleta sudafricano, especialista en la prueba de salto con pértiga, en la que logró ser subcampeón africano en 2018

## Carrera deportiva
En el Campeonato Africano de Atletismo de 2018 celebrado en Asaba (Nigeria) ganó la medalla de plata en el salto con pértiga, con un salto por encima de 5.10 metros, tras el tunecino Mohamed Romdhana (oro con 5.20 metros) y por delante de otro tunecino Mejdi Chehata (bronce con 5.20 metros).